# Dicranomyia caledonica
Dicranomyia caledonica là một loài ruồi trong họ Limoniidae. Chúng phân bố ở miền Cổ bắc.